# Parafia Podwyższenia Krzyża Świętego w Ogorzelinach
Parafia Podwyższenia Krzyża Świętego w Ogorzelinach – parafia rzymskokatolicka, znajdująca się w diecezji pelplińskiej, w dekanacie Kamień Krajeński.